# Générateur d'oxygène PSA

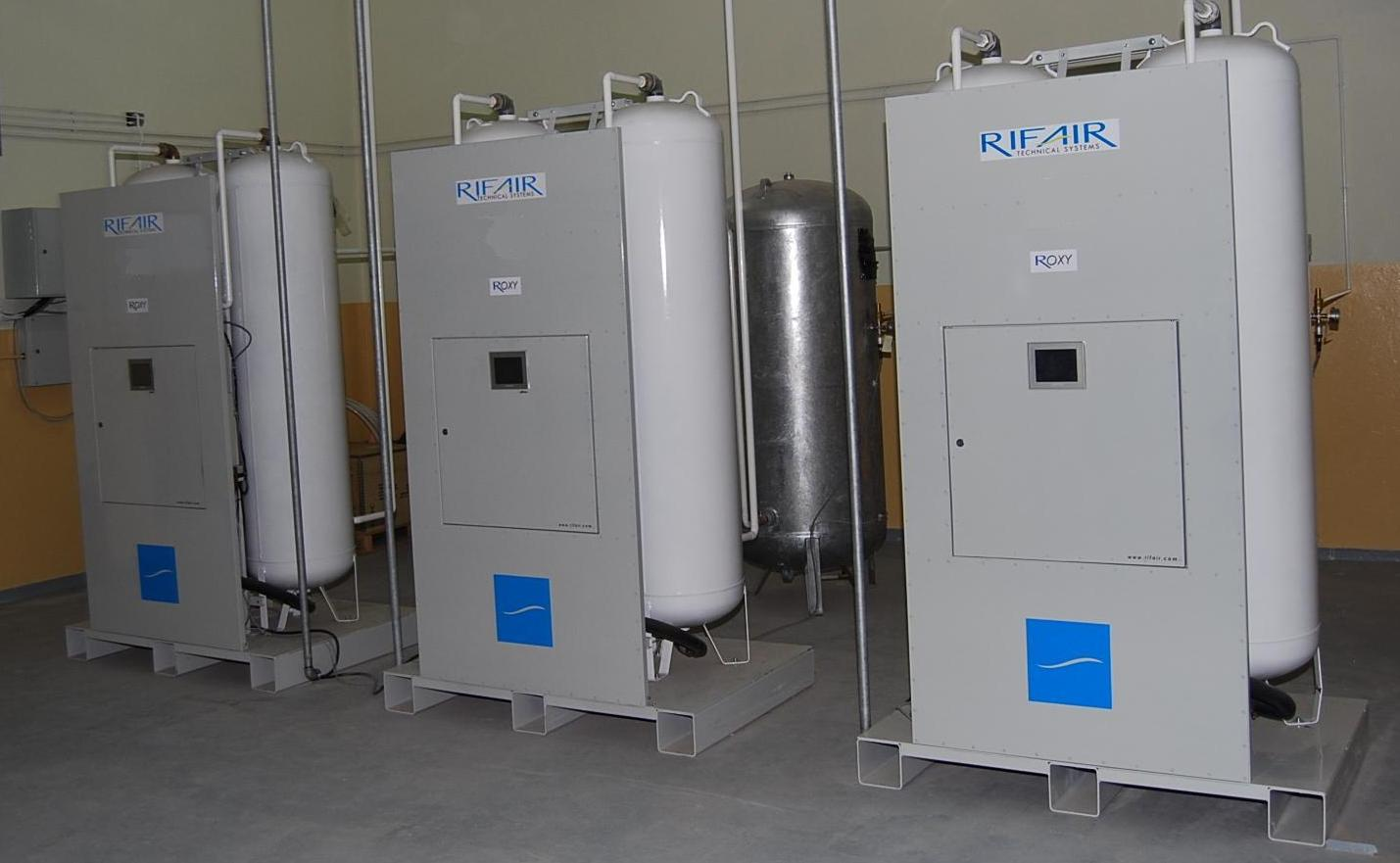
GÉNÉRATEURS D’OXYGÈNE PSA R-OXY RIFAIR

Le générateur d’oxygène type PSA est un appareil de production d’oxygène qui utilise la technologie d'Adsorption par inversion de pression (PSA, ou  Pressure Swing Adsorption) pour concentrer l’oxygène à partir de l’air ambiant.
Ce générateur est une solution fiable et économique de production d’oxygène de bonne pureté sur site.
La technologie PSA consiste à séparer l’oxygène de l'air ambiant sous haute pression, en éliminant l’azote et autres gaz grâce à un tamis moléculaire de zéolithe. La zéolithe a la capacité de piéger les molécules d’azote et d'isoler ainsi les molécules d’oxygène. Ensuite, sous pression plus basse, le tamis de zéolithe « libère » les molécules retenues. Il en résulte de l’oxygène de haute pureté en sortie du générateur.

## Procédé
L’air est composé de 78 % d’azote, 21 % d’oxygène, 0,9 % d’argon et 0,1 % de gaz rares. Le principe PSA utilise deux réservoirs (ou colonnes) remplis de tamis moléculaire (zéolithe synthétique), ayant la faculté de piéger l’azote contenu dans l’air, en laissant notamment filtrer l’oxygène.
L’air comprimé est donc injecté dans une colonne du générateur, le tamis moléculaire adsorbe l’azote et laisse passer l’oxygène. L’oxygène sort en haut de la colonne pour être utilisé par le réseau de l’hôpital.

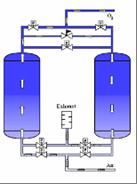
Colonnes de zéolite du générateur PSA

La capacité d’adsorption d’azote du tamis moléculaire est limitée. Il faut régulièrement permuter d’une colonne vers la deuxième afin de fournir un débit d’oxygène quasi constant au réseau de l’hôpital. La première colonne est alors en régénération, l’azote contenu dans la colonne saturée est alors rejeté à l’atmosphère et une petite quantité d’oxygène introduit par le haut de la colonne permet de purger la colonne de l’azote restant.
Le procédé moderne de génération d’oxygène regroupe les composants suivants :
- un compresseur ;
- un sécheur d’air à adsorption ou frigorifique ;
- une série de deux ou trois filtres d’air (préfiltre, filtre submicronique, filtre charbon actif) ;
- un réservoir d’air et ses accessoires ;
- un générateur d’oxygène type PSA avec un tamis moléculaire (zéolite)
- un coffret de commande ;
- un réservoir d’oxygène ;
- un filtre spécial O2 avant le réseau ;
- un analyseur oxygène paramagnétique compensé en température et pression, débitmètre, capteur d’hygrométrie ;
- un automate avec écran tactile pour programmation.

## Usages
Le générateur d’oxygène PSA est une source économique d’oxygène. C’est une solution plus sûre et moins chère  que l’oxygène livré en bouteilles. Elle peut être utilisée dans les industries suivantes :
- santé ;
- traitement d’eau ;
- industrie pharmaceutique, etc.

Les générateurs d’oxygène sont adaptés dans les zones difficiles d’accès ou pour les hôpitaux mobiles (hôpitaux militaires, postes médicaux avancés, hôpitaux de campagne…),